# Bojna Zrinski
Bojna Zrinski je bila prva specijalna postrojba Oružanih snaga Republike Hrvatske. Osnovana je u svibnju 1991. godine kao specijalna postrojba Glavnog stožera Oružanih snaga od pripadnika Jedinice za posebne namjene Ministarstva unutrašnjih poslova iz Kumrovca. Djelovala je do 1994. godine kada je ušla u sastav novoustrojenog 1. hrvatskog gardijskog zdruga.
Tijekom djelovanja Bojne Zrinski 26 pripadnika postrojbe je dalo svoje živote za slobodu Hrvatske. Predsjednica Republike Hrvatske Kolinda Grabar-Kitarović odlikovala je 30. ožujka 2017. Prvi hrvatski gardijski zdrug i Bojnu Zrinski za iskazanu osvjedočenu hrabrost i junaštvo njezinih pripadnika u Domovinskom ratu Redom kneza Domagoja s ogrlicom.

## Povijest
Bojna Zrinski ustrojena je 18. svibnja 1991. godine temeljem zapovijedi ministra obrane Republike Hrvatske Martina Špegelja i zamjenika ministra obrane Gojka Šuška kao prva specijalna postojba Glavnog stožera Oružanih snaga. Od 300 pripadnika pripadnika Jedinice za posebne namjene Ministarstva unutrašnjih poslova iz Kumrovca za novoosnovanu postojbu strogom selekcijom odabrano je 27 kandidata kojima su priključena dva pripadnika Antiterorističke jedinice iz Lučkog. Postrojba je bila smještena u nekadašnjoj političkoj školi u Kumrovcu. Prvi zapovjednik je bio pukovnik Ante Roso, a njegovim zamjenikom je imenovan bojnik Miljenko Filipović, obojica povratnici u Hrvatsku kao dočasnici elitnih postrojbi francuske Legije stranaca.
Bojna Zrinski ustrojena je s namjerom samostalnog djelovanja na cijelom teritoriju Hrvatske te izvođenju diverzantskih operacija u dubini neprijateljskog teritorija u obliku manjih borbenih skupina. Ime postrojbe, bojna Zrinski je uzeto je jer o Zrinskima postoji najstariji službeno dokumentirani primjerak o djelovanju Hrvatskih oružanih snaga. Borbeni stijeg bojne je datirao iz 1492. godine. U grbu Zrinskih se nalazio povijesni hrvatski grb, grb Rame i kaciga kao simbol viteštva. U lijevom gornjem kutu dio utvrde Frankopana, a desno dio starog grba Slavonije, lijevo i desno dolje su bila krila preuzeta iz grba Šubića, što je označavalo osposobljenost postrojbe za borbu na kopnu, moru i u zraku. Geslo postrojbe je bilo Viribus unitis što na latinskom znači Zajedničkim snagama.
Kandidat za pristup postrojbi morao je zadovoljiti strogo određene kriterije. Trebao je biti odlična zdravstenog stanja, neoženjen, psiho-fizički spreman podnijeti i najveće napore i ne stariji od 25 godina. Dozapovijednik bojne Filipović tijekom služenja u Legiji stranaca uspješno je prošao najzahtjevnije oblike obuke i stekao diplomu elitnog padobranca, ronioca, vođe skupine komandosa i instruktora borbe prsa o prsa. Stečeno znanje uložio je u pripremu organiziranja i provođenja obuke pripadnika postojbe.
Roso i Filipović su obuku provodili na metodama i iskustvu koje su stekli u Legiji stranaca. Nakon ustojavanja počelo se s intenzivnom obukom bojevim streljivom sa svim u to vrijeme dostupnim oružjem: pješačkim oružjem, eksplozivom, minama, protuoklopnim oružjem, topničkim oružjem. Najveći dio praktične obuke provodili su Ante Glavinić i Aldo Lučev, također bivši legionari. Od ljeta 1991. pripadnici postrojbe su trenirali japanski jiu jitsu, tradicionalnu borilačku vještinu japanskih samuraja koja se razvila kao poseban oblik nenaoružane borbe. Tehnike te vještine je u Australiji usvojio Stjepan Grbavac, nositelj crnog pojasa sedmog stupnja, koji je kao instruktor provodio obuku.
Ubrzo nakon ustrojavanja pripadici postrojbe morali su primjenjivati stečena znanja izvršavajući borbene zadaće. Bojna je već krajem svibnja izvela izvidničko-diverzantsku akciju na prostoru zadarskog zaleđa pri čemu su uništili dva teroristička skladišta s vojnom opremom te jednu motoriziranu patrolu srpskih pobunjenika. Bojna Zrinski 15. lipnja odlazi u Vukovar, gdje je smještena na farmi Opatovac kod Iloka. Tamo su pripadnici bojne ustrojavali oružane skupine i provodili intenzivnu obuku pripadnika vukovarskog bataljuna Zbora narodne garde. Bojna Zrinski je provodila izviđanja i ophodnje šireg područja općine Vukovar te razoružavala vukovarsko stanovništvo srpske nacionalnosti koje je ilegalno posjedovalo oružje. U to vrijeme u Vukovaru su već počeli oružani sukobi te bojna provodi protuterorističke akcije na području Borova naselja. Zajedno sa zapovjednikom obrane Blagom Zadrom pripadnici bojne Zrinski su organizirali obranu i utvrđivali položaje u Borovu naselju. Bojna temeljem zapovijedi napušta Vukovar 15. srpnja 1991.
Bojna u kolovozu dobiva zapovijed da se probije do opkoljene Hrvatske Kostajnice. U to vrijeme zapovjednikom postrojbe postaje Miljenko Filipović, a Ante Roso prelazi u Glavni stožer Hrvatske vojske. Bojna je u rujnu upućena u Gospić koji se nalazio pod napadom JNA. U zasjedi su pripadnici bojne zarobili oklopnu kolonu JNA u kojoj se nalazio načelnik štaba 13. korpusa JNA general Traje Krstevski s tridesetak vojnika. Po naredbi iz Zagreba, general je pušten u vojarnu, a s njim je otišlo samo pet vojnika dok su ostali kao civili napustili Gospić. Nakon zarobljavanja oklopnih vozila, bojna zarobljava glavno skladište Teritorijalne obrane za Liku u gospićkom predgrađu Kaniži u kojoj su nađene velike količine oružja i streljiva s preko 8000 dugih cijevi. Nakon toga sudjeluje u opsadi gospićke vojarne „Stanko Opsenica” koja se predaje 18. rujna. Zatim bojna sudjeluje u obrani grada od napada 5. korpusa JNA iz Banje Luke.
Početkom listopada bojna odlazi na područje Pokupskog, Lasinje i Velike Bune gdje je prijetila opasnost od prodiranja snaga JNA prema Zagrebu. Bojna je 28. listopada upućena u Metković kako bi pomogla u oslobađanju Slanog i pomoći blokiranom Dubrovniku. Tijekom boravka u Metkoviću desetak pripadnika vršila
o je obuku dragovoljaca za pristup u postrojbu. Tako je do kraja 1991. u postrojbu primljeno oko 100 novih gardista tako da je ona narasla s razine voda na razinu satnije. Bojnu je u prosincu 1991. u Kumrovcu posjetio predsjednik Franjo Tuđman.
1992. godine na Južnom bojištu bojna Zrinski probila je opsadu Mostara, uništivši tenkove JNA.
Po zapovjedi predsjednika Tuđmana 18. travnja 1994. godine ustrojen je 1. hrvatski gardijski zdrug kao elitna postrojba Hrvatske vojske. U sastav Zdruga ulazi Bojna Zrinski te dijelovi drugih specijalnih postrojbi Glavnog stožera Hrvatske vojske, bojne Frankopan, Ban Jelačić, Matija Vlačić, Ferdo Sučić i dio 8. lakojurišne brigade Vojne policije. 
Tijekom djelovanja Bojne Zrinski 26 pripadnika postrojbe je dalo svoje živote za slobodu Hrvatske. 
Na ratnom putu bojne Zrinski i 1. hrvatskog gardijskog zdruga poginuo je 71 pripadnik, dvojca se vode kao nestali, a 286 je ranjeno.
Predsjednica Republike Hrvatske Kolinda Grabar-Kitarović odlikovala je 30. ožujka 2017. Prvi hrvatski gardijski zdrug i Specijalnu postrojbu Ministarstva obrane Bojnu Zrinski za iskazanu osvjedočenu hrabrost i junaštvo njezinih pripadnika u Domovinskom ratu Redom kneza Domagoja s ogrlicom.

## Poveznice
- 1. hrvatski gardijski zdrug
- Bojna Frankopan
- Bojna za specijalna djelovanja
- Zapovjedništvo specijalnih snaga
- Središte gardijsko za specijalističku obuku dočasnika
- Legija stranaca